# Cayeux-sur-Mer
Cayeux-sur-Mer je francouzská obec v departementu Somme v regionu Hauts-de-France. Leží na pobřeží Lamanšského průlivu. V roce 2012 zde žilo 2 635 obyvatel.

## Sousední obce
Brutelles, Lanchères, Woignarue

## Vývoj počtu obyvatel
Počet obyvatel